# Lansing (Carolina del Nord)
Lansing è un comune degli Stati Uniti d'America, situato in Carolina del Nord, nella contea di Ashe.